# Glèisanòva d'Entraigas
Égliseneuve-d'Entraigues és un municipi francès situat al departament del Puèi Domat i a la regió d'Alvèrnia-Roine-Alps. L'any 2007 tenia 481 habitants.

## Demografia

### Població
El 2007 la població de fet d'Égliseneuve-d'Entraigues era de 481 persones. Hi havia 248 famílies de les quals 98 eren unipersonals (51 homes vivint sols i 47 dones vivint soles), 83 parelles sense fills, 43 parelles amb fills i 24 famílies monoparentals amb fills.
La població ha evolucionat segons el següent gràfic:
Habitants censats

### Habitatges
El 2007 hi havia 483 habitatges, 251 eren l'habitatge principal de la família, 166 eren segones residències i 65 estaven desocupats. 384 eren cases i 79 eren apartaments. Dels 251 habitatges principals, 176 estaven ocupats pels seus propietaris, 64 estaven llogats i ocupats pels llogaters i 12 estaven cedits a títol gratuït; 18 tenien una cambra, 26 en tenien dues, 52 en tenien tres, 57 en tenien quatre i 99 en tenien cinc o més. 154 habitatges disposaven pel capbaix d'una plaça de pàrquing. A 138 habitatges hi havia un automòbil i a 59 n'hi havia dos o més.

### Piràmide de població
La piràmide de població per edats i sexe el 2009 era:
| Homes | Edats   | Dones |
| ----- | ------- | ----- |
| 0     | 95 o +  | 0     |
| 4     | 90 a 94 | 0     |
| 16    | 85 a 89 | 8     |
| 8     | 80 a 84 | 8     |
| 16    | 75 a 79 | 24    |
| 32    | 70 a 74 | 12    |
| 20    | 65 a 69 | 20    |
| 16    | 60 a 64 | 16    |
| 16    | 55 a 59 | 12    |
| 16    | 50 a 54 | 20    |
| 24    | 45 a 49 | 4     |
| 32    | 40 a 44 | 32    |
| 12    | 35 a 39 | 20    |
| 12    | 30 a 34 | 8     |
| 4     | 25 a 29 | 28    |
| 20    | 20 a 24 | 0     |
| 16    | 15 a 19 | 16    |
| 12    | 10 a 14 | 20    |
| 8     | 5 a 9   | 8     |
| 8     | 0 a 4   | 0     |

## Economia
El 2007 la població en edat de treballar era de 273 persones, 193 eren actives i 80 eren inactives. De les 193 persones actives 179 estaven ocupades (111 homes i 68 dones) i 14 estaven aturades (4 homes i 10 dones). De les 80 persones inactives 33 estaven jubilades, 12 estaven estudiant i 35 estaven classificades com a «altres inactius».

### Ingressos
El 2009 a Égliseneuve-d'Entraigues hi havia 233 unitats fiscals que integraven 451 persones, la mediana anual d'ingressos fiscals per persona era de 12.211 €.

### Activitats econòmiques
Dels 44 establiments que hi havia el 2007, 2 eren d'empreses alimentàries, 7 d'empreses de construcció, 11 d'empreses de comerç i reparació d'automòbils, 4 d'empreses de transport, 7 d'empreses d'hostatgeria i restauració, 2 d'empreses financeres, 2 d'empreses immobiliàries, 4 d'empreses de serveis, 4 d'entitats de l'administració pública i 1 d'una empresa classificada com a «altres activitats de serveis».
Dels 15 establiments de servei als particulars que hi havia el 2009, 1 era una oficina de correu, 1 una oficina bancària, 1 taller de reparació d'automòbils i de material agrícola, 2 paletes, 1 fusteria, 2 lampisteries, 1 perruqueria, 3 veterinaris i 3 restaurants.
Dels 7 establiments comercials que hi havia el 2009, 1 era una botiga de menys de 120 m², 2 fleques, 1 una carnisseria, 1 una llibreria i 2 drogueries.
L'any 2000 a Égliseneuve-d'Entraigues hi havia 57 explotacions agrícoles que ocupaven un total de 3.528 hectàrees.

## Equipaments sanitaris i escolars
L'únic equipament sanitari que hi havia el 2009 era una farmàcia.
El 2009 hi havia una escola elemental.

## Poblacions més properes
El següent diagrama mostra les poblacions més properes.